# Безмасова частица
Във физиката на елементарните частици, безмасова частица (също луксон) е елементарна частица, чиято маса в покой е нула. Двете известни безмасови частици са калибровъчни бозони: фотон (носител на електромагнетизма) и глуона (носител на силното ядрено взаимодействие). Обаче, глуоните никога не са наблюдавани като свободни частици, тъй като са ограничени от адрона. Първоначално неутриното е смятано за безмасова частица. Но, тъй като неутриното променя аромата си докато пътува, поне два от видовете неутрино трябва да имат маса. За откриването на този феномен, познат като неутринна оцсилация, учените Артър Макдоналд и Такааки Каджита получават Нобелова награда за физика през 2015 г.
| Име      | Символ | Античастица | Заряд (e) | Спин | Взаимодействие на пренос    | Съществуване |
| -------- | ------ | ----------- | --------- | ---- | --------------------------- | ------------ |
| Фотон    | γ      | себе си     | 0         | 1    | електромагнетизъм           | потвърдено   |
| Глуон    | g      | себе си     | 0         | 1    | силно ядрено взаимодействие | потвърдено   |
| Гравитон | G      | себе си     | 0         | 2    | гравитация                  | непотвърдено |

## Свойства
Поведението на безмасовите частици е разбрано благодарение на Специалната теория на относителността. Например, тези частици трябва винаги да се движат със скоростта на светлината. Това следва от формулите на теорията на относителността, според които за енергия {\displaystyle E={\frac {mc^{2}}{\sqrt {1-{\frac {v^{2}}{c^{2}}}}}}} и импулс {\displaystyle p={\frac {mv}{\sqrt {1-{\frac {v^{2}}{c^{2}}}}}}} скоростта {\displaystyle v} на частицата се определя чрез импулса ѝ {\displaystyle p}, масата {\displaystyle m} и скоростта на светлината {\displaystyle c} чрез съотношението {\displaystyle v={\frac {pc^{2}}{E}}}, където {\displaystyle E=c{\sqrt {p^{2}+m^{2}c^{2}}}} е енергията на частицата.
В случай че имаме безмасова частица {\displaystyle m=0}, тогава {\displaystyle E=c\mid p\mid } и от уравненията {\displaystyle v={\frac {pc^{2}}{E}}} се получава {\displaystyle \mid v\mid =c}. Такава частица не може да се намира в състояние на покой – тя може да се роди (да бъде излъчена), за да се движи със скоростта на светлината, а след това да се унищожи (погълне). Всяка частица, движеща се със скоростта на светлината може да бъде единствено безмасова. Това следва от формулата {\displaystyle v={\frac {pc^{2}}{E}}}. В случай на {\displaystyle v=c}, се получава {\displaystyle E=c\mid p\mid }, а от уравнението {\displaystyle E=c{\sqrt {p^{2}+m^{2}c^{2}}}} се получава {\displaystyle m=0}.
Терминът „безмасова“ не напълно точно отразява природата на такава частица. Съгласно принципа за еквивалентност на масата и енергията, безмасова частица с енергия {\displaystyle E} пренася еквивалентна на нея маса {\displaystyle m={\frac {E}{c^{2}}}={\frac {p}{c}}}, която не е свързана с нейната нулева маса в покой. Масата на физическа система, излъчваща безмасова частица, при излъчването намалява с {\displaystyle m}, а масата на физическа система, поглъщаща безмасова частица, при поглъщане се увеличава с {\displaystyle m}.
Вследствие на принципа за еквивалентна инертна и гравитационна маса, всички безмасови частици участват в гравитационното взаимодействие. Експериментално наблюдаемите проявления на гравитационното взаимодействие за безмасови частици е изменение в тяхната енергия и посока на движение в гравитационното поле.

## Динамика
Безмасовите частици изпитват същото гравитационно ускорение, каквото и други частици (което предоставя емпирично доказателство за Принципа на еквивалентността), защото имат релативистична маса, което действа като заряд на гравитация. Следователно, перпендикулярни съставящи на сили, действащи върху безмасови частици просто променят посоката им на движение, като промяната в ъгъла в радиани е GM/rc2 с гравитационна леща – резултат, предсказан от Общата теория на относителността. Съставящата на силата, успоредна на движението все още въздейства на частицата, но променяйки честотата ѝ, вместо скоростта. Това се дължи на импулса на безмасовата частица, който зависи само от честотата и посоката, докато импулсът на бавен и масивен обект зависи от масата, скоростта и посоката. Безмасовите частици се движат по прави линии в пространство-времето, наречени геодезически линии.